# منطقة كرنول
کرنول رمزها «KU» (بالإنجليزية: Kurnool)‏، هو تقسيم إداري لدولة الهند تتبع ولاية أندرا برديش (بالإنجليزية: Andhra  Pradesh)‏، مركزها هو مدينة کرنول (بالإنجليزية: Kurnool)‏ عدد سكانها حسب تعداد سنة 2001 هو 3,512,266، مساحتها 17,658 كم² وكثافة السكان 199 لكل كم².